# Kościół św. Marii Magdaleny w Szczucinie
Kościół Świętej Marii Magdaleny – rzymskokatolicki kościół parafialny znajdujący się w mieście Szczucinie, w województwie małopolskim. Należy do dekanatu Szczucin diecezji tarnowskiej.

## Historia

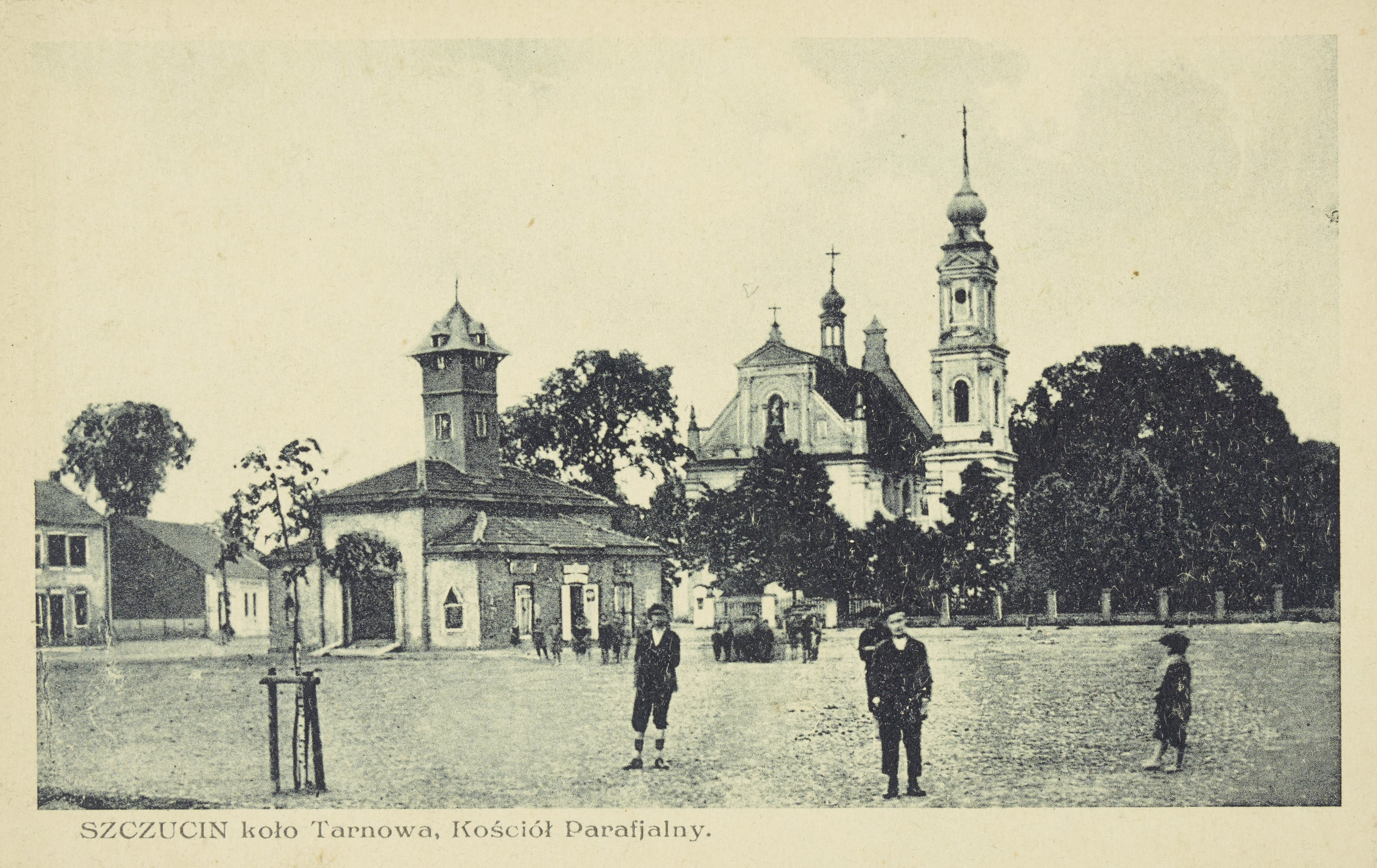
Widok kościoła przed 1930

Obecna świątynia została wzniesiona na miejscu drewnianej budowli; ufundowali ją ksiądz Adam Miklaszewski herbu Ostoja, proboszcz ze Szczucina i kustosz pilicki oraz jego bratanek Seweryn Miklaszewski, kanonik tarnowski. Od 1680 do początku XVIII wieku trwały prace przy budowie kościoła. Budowla została konsekrowana w 1734 roku. W 1795 roku świątynię zniszczył pożar, po którym została ona odbudowana. Kościół rozbudowany w latach 1864–1873 z fundacji Heleny Husarzewskiej o parę bocznych kaplic, kruchtę od strony wschodniej oraz wieżę. Kolejna rozbudowa miała miejsce w 1905 roku, tym razem o dwie nawy boczne według projektu Jana Sas-Zubrzyckiego. W 1944 roku budowla została poważnie uszkodzona na skutek działań wojennych; wówczas całkowicie została zniszczona wieża, która została zrekonstruowana w latach 1959–1960.

## Architektura i wystrój
Kościół reprezentuje architekturę barokową i neobarokową. Jest to budowla murowana z cegły i kamienia. Pierwotnie świątynia posiadała jedną nawę, obecnie posiada trzy; prezbiterium jest zamknięte ścianą prostą; przy nim z lewej i prawej strony są umieszczone przybudówki-zakrystie. Nawa szersza, wzniesiona na planie prostokąta; posiada wieżę od strony południowej i obszerną kruchtę frontową.
Ołtarze i sprzęty reprezentują style: neorenesansowe i eklektyczne i pochodzą z 2. połowy XIX wieku i początku XX wieku. Prospekt organowy jest umieszczony w ażurowej dekoracji snycerskiej, pochodzącej z 2. połowy XVIII wieku i reprezentującej styl rokokowy. Organy o 26 głosach wykonała firma Tadeusza Rajkowskiego z Włocławka w latach 1973–1974 r. Trzy krucyfiksy z XVIII/XIX wieku reprezentują styl barokowy.

## Galeria

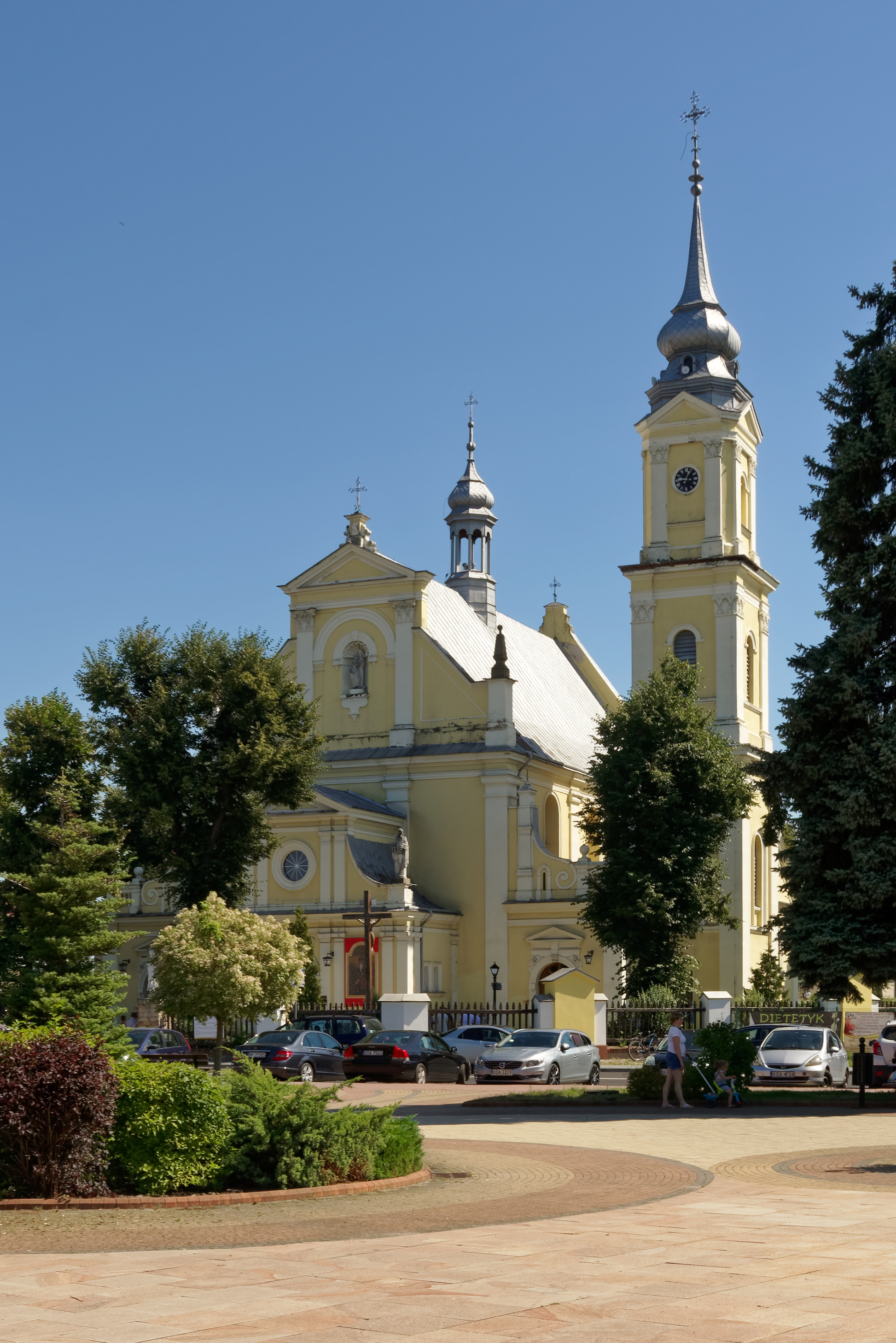
Widok ogólny
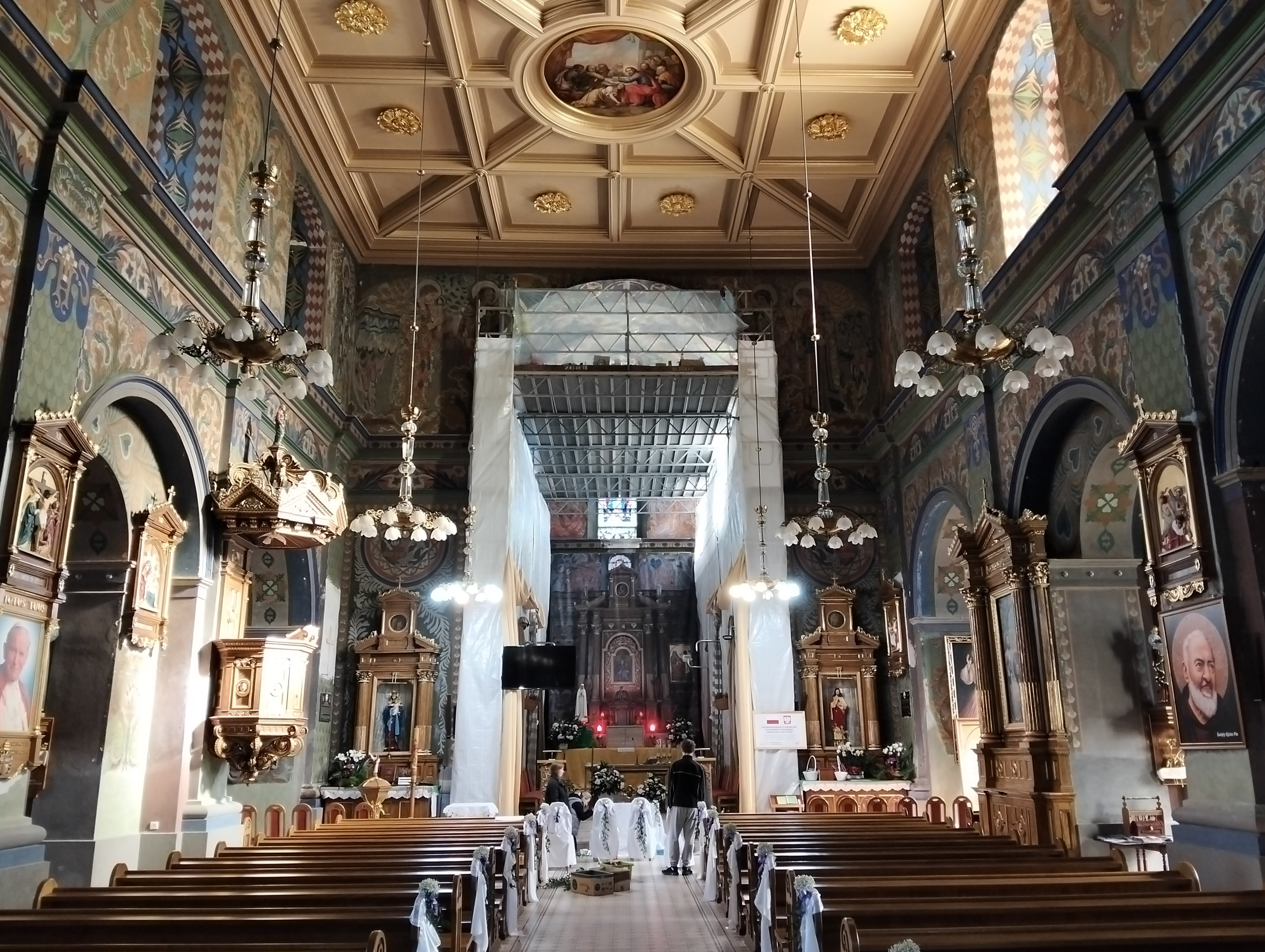
Wnętrze
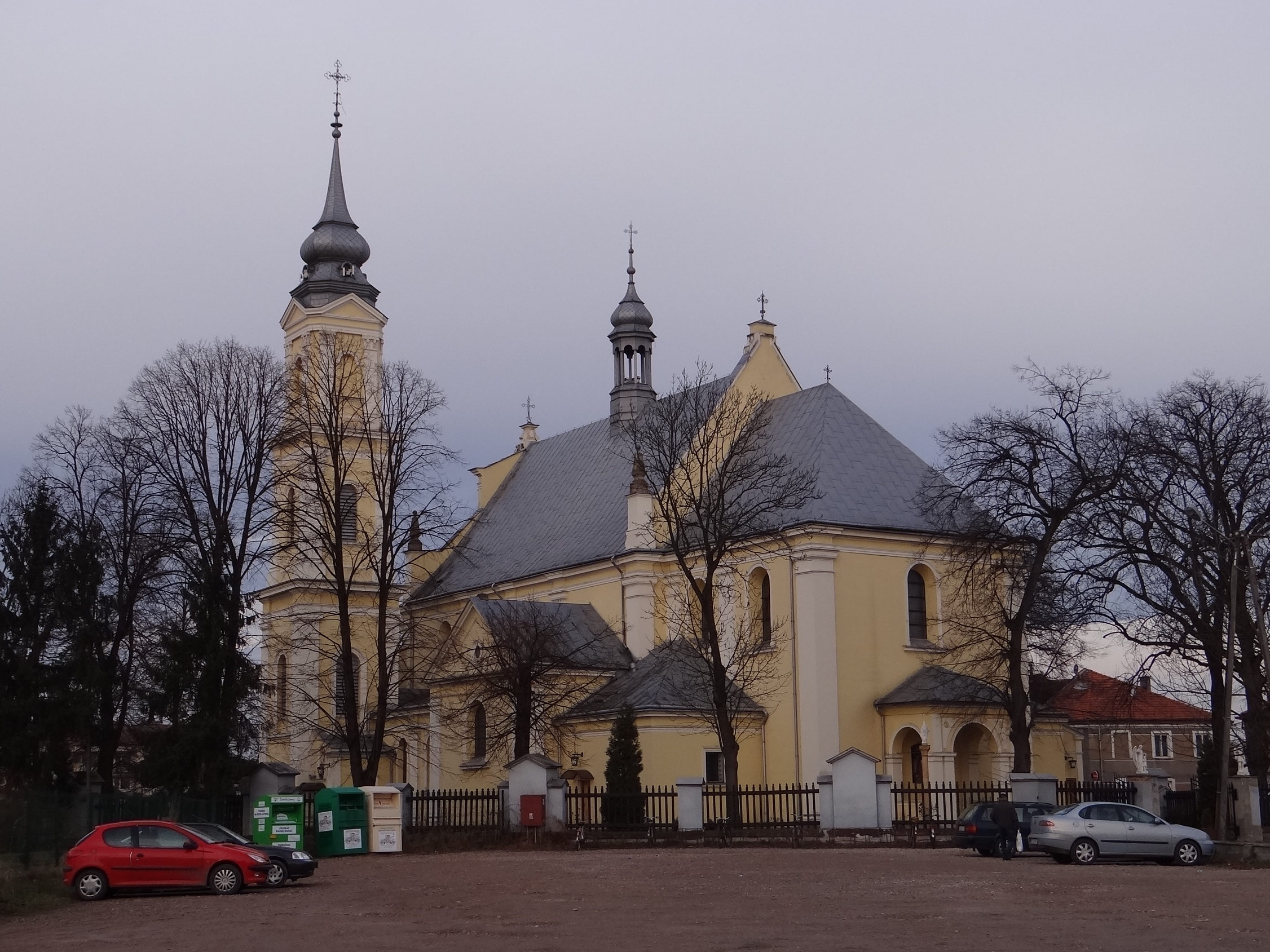
Widok od prezbiterium